# Кузнецовская (Коношский район)
Кузнецовская — деревня в Коношском районе Архангельской области. Входит в состав Вохтомского сельского поселения.

## География
Находится в юго-западной части Архангельской области на расстоянии приблизительно 20 км на север по прямой от административного центра района поселка Коноша на левом берегу речки Вохтомица.

## История
В 1873 году здесь было учтено 4 двора, в 1905 — 12. Тогда деревня входила в Каргопольский уезд Олонецкой губернии.

## Население
Численность населения: 30 человек (1873 год), 62 (1905), 27 (русские 100 %) в 2002 году, 24 в 2010.